# Vespadelus vulturnus
Vespadelus vulturnus is een vleermuis uit het geslacht Vespadelus die voorkomt in het zuidoosten van Australië. Daar leeft hij in het uiterste zuidoosten van Zuid-Australië, Zuidoost-Queensland, New South Wales (behalve het westen) en geheel Victoria en Tasmanië. Het dier komt ook voor op Flinders Island. Deze soort leeft in allerlei soorten bos. De soort Vespadelus baverstocki, uit het Australische binnenland, wordt soms ook tot V. vulturnus gerekend.
Het is een kleine, bruine tot grijsbruine soort. De buik is wat grijzer dan de rug. De kop-romplengte bedraagt 35 tot 48 mm, de staartlengte 28 tot 34 mm, de voorarmlengte 26,2 tot 32,8 mm, de oorlengte 9 tot 12 mm en het gewicht 3 tot 6,8 g.